# Mangalia
Mangalia là một đô thị thuộc hạt Constanța, România. Dân số thời điểm năm 2002 là 40037 người.